# Teràpia inútil
Teràpia inútil (Beyond Therapy en el seu títol original en anglès als Estats Units) és una pel·lícula de l'any 1987 dirigida per Robert Altman i protagonitzada per Julie Hagerty i Jeff Goldblum, la qual fou emesa per TV3 per primera vegada el 13 de desembre del 1989.

## Argument
Mitjançant un anunci de premsa, Bruce (Jeff Goldblum) i Prudence (Julie Hagerty) se citen en un restaurant francès de Manhattan. Compartint ansietat i neurosi, inicien una peculiar relació. Més tard, cadascú va a la consulta dels seus respectius psiquiatres. El de Prudence és Stuart (Tom Conti), el qual odia els homosexuals i s'entén amb alguns pacients. El de Bruce és Charlotte (Glenda Jackson), doctora en psiquiatria i incapaç d'escoltar els seus clients. Bruce, que ara viu una fase bisexual, convida la mig sonada Prudence al seu apartament, però el seu amant, Bob (Christopher Guest), que és molt gelós, ho complica tot.

## Context històric i artístic
Vet ací una boja i vodevilesca comèdia, reveladora celebració de la promiscuïtat (emocional i sexual) i loquaç retrat de la neurosi col·lectiva de la societat nord-americana dels desconcertants anys vuitanta del segle xx. La seua avalotada trama es basa en una obra estrenada off-Broadway el 1981 i és servida amb sucosos diàlegs. A l'autor de la peça (Christopher Durang), no li va agradar gens la pel·lícula, la qual en alguns països sud-americans es va titular "Los locos chiflados del psiquiátrico" ("Els bojos sonats del psiquiàtric"). La sàtira posa en la picota la psicoanàlisi i la psicoteràpia, i s'articula a manera d'anàrquic entrecreuament de dues anteriors comèdies d'amants, divans i apartaments compartits, ambdues del 1966: Tres en un sofà, de i amb Jerry Lewis, i Apartament per a tres, de Charles Walters i amb Cary Grant en el cartell.
Ubicats en un Manhattan no gaire llunyà al de Woody Allen, els esquizofrènics personatges de la delirant farsa -els terapeutes i psicoanalistes estan encara més sonats que els seus trastornats pacients- pateixen greus problemes d'identitat, manifesten desequilibrats comportaments sexuals, intenten establir noves relacions afectives i sobreviuen com poden a les histèries i frenopaties que els assetgen.
Un sarcàstic Robert Altman aplica en la posada en escena i en la direcció d'actors el seu talent com a cineasta peculiar, esprement la comicitat pels tres amants a l'apartament novaiorquès, una reunió a la qual també s'apunten la histriònica mare i els dos estrambòtics psiquiatres, papers de luxe per a Tom Conti i la britànica Glenda Jackson. Tanmateix sobresurt, en el rol de bisexual llunàtic, Jeff Goldblum, que aquell mateix any va fer d'home transformat en mosca en una molt notable pel·lícula de David Cronenberg: La mosca.

## Frases cèlebres
| « | "La nostra societat està marcada per la pressa. Tots tenim molta feina. Si jo he ejaculat ràpidament, és perquè tenia molta pressa." (Bruce / Jeff Goldblum) | » |

## Curiositats
- Altman va fer considerables canvis en l'adaptació al cinema de l'obra teatral de Christopher Durang fins al punt que aquest darrer va descriure aquest film com "una experiència i un resultat molt infeliços."[4][5]
- Altman vivia a París en el moment del rodatge i va decidir filmar-la a la capital francesa, tot i que la pel·lícula està ambientada a Nova York.[4]
- La pel·lícula fou alhora un fracàs comercial i de crítica.[4]
- És la primera de les dues pel·lícules que les actrius Julie Hagerty i Geneviève Page van fer amb el director Robert Altman.[4]